# Spondylosium nitens
Spondylosium nitens là một loài Song tinh tảo trong họ Desmidiaceae, thuộc chi Spondylosium.